# Sameskola

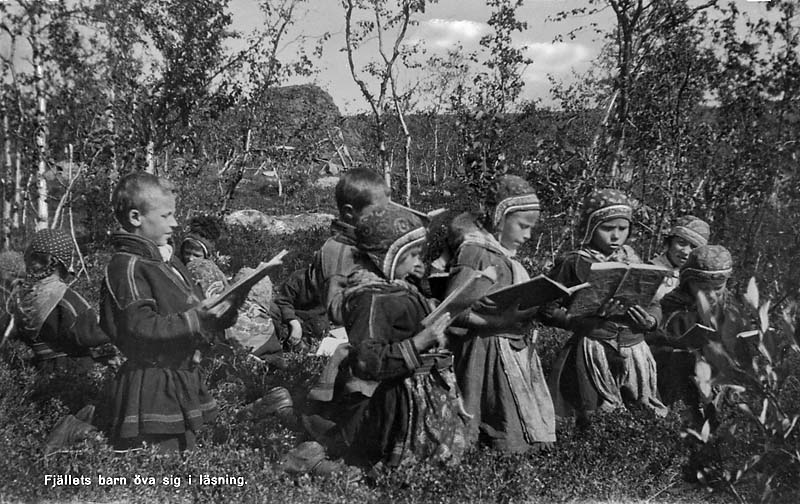
Nomadskola på samiskt sommarviste i Jukkasjärvi socken, troligen på 1930-talet.

Sameskola, före 1977 nomadskola, lappskola eller kåtaskola, är en skolform i Sverige som löper parallellt med grundskolan. Sameskolan ingår i Sveriges offentliga skolväsende, och lyder under grundskolans läroplan. Sameskolorna är statliga, och står öppna för alla barn vars föräldrar gör anspråk på att vara samer. På varje sameskola finns ett skolhem, där många elever på grund av de långa avstånden i Norrland bor inackorderade under stora delar av läsåret.
Undervisningen sker på svenska och samiska, som även är ett eget skolämne. Sameskolor har få elever, och finns i Karesuando, Kiruna, Gällivare och Jokkmokk i Norrbottens län, samt i Tärnaby i Västerbottens län. Årskurs 7–9 finns bara i Gällivare, på övriga sameskolor förekommer enbart årskurserna 1–6. I vissa lappmarkskommuner där det inte finns sameskola, finns det i stället integrerad samisk undervisning i grundskolan, samt hemspråksundervisning i samiska i de fall det går att ordna. Sedan 1981 leds sameskolan av Sameskolstyrelsen i Jokkmokk, vilken numera utses av sametinget. I Sameskolstyrelsen sitter bara ledamöter med samiskt ursprung.
En förordning om nomadskolor i Sverige kom 1913. Därefter fanns visteskolor fram till början av 1940-talet. Denna skolform löpte parallellt med folkskolan under det svenska parallellskolsystemets dagar, och var anpassat efter året i samernas dåtida vardagsliv. Under 1940-talet och 1950-talet ersattes hushållskåtorna med moderna elevhem. Fram till 1950-talet var nomadskolorna antingen fasta eller flyttande, sedan dess finns bara de fasta kvar.
Från 1950-tal till 2010-tal utvecklades sameskolans läroplaner vidare.

## Historik

### Samepojkar skickas till Uppsala
Det första initiativet till skolgång för samer togs av Gustav Vasa, som i ett brev 5 juni 1526 beordrade klosterbrodern Bengt i Vadstena att resa i Norrbotten för att där upprätta en skola för samer och andra barn. Troligen kom aldrig de planerna till stånd.
Den första verkliga utbildningsinsatsen verkställdes under Karl IX. Han inrättade inte någon skola i norra Sverige utan lät skicka samepojkar till Uppsala. Kungens utsände Daniel T Hjort blev den som skulle genomföra detta i praktiken. I en skrivelse från 1606 berättar han om hur han låtit ta ut 16 lappojkar, två från Ume lappmark, fyra från Pite lappmark respektive Lule lappmark samt sex från Torne lappmark. De sistnämnda hade överlämnats till lappfogden i Torneå för vidare transport över havet. De övriga tio skulle han själv ledsaga till lands, men en blev sjuk och måste lämnas kvar. Det blev således nio pojkar som Daniel Thordsson Hjort förde med sig. Komna till Gnarp i Hälsingland rymde emellertid de två äldsta under ett våldsamt oväder. Hjort lät eftersöka dem i hela socknen, men de stod inte att finna. De återstående sju pojkarna levererades till fogden i Gävle, där de skulle utrustas med kläder och skor innan de slutligen installerades i Uppsala. Där skulle Christoffer von Warnstedt, ståthållare på Uppsala slott, tills vidare stå för deras försörjning.
Hur det gick för de sju samepojkarna i Uppsala vet vi inte. Av ett meddelande från 1612 framgår i alla fall att den student som läste för "lappgossarna" hade gjort så i tre år utan att få någon ersättning för det.

### Lappskolan i Piteå
År 1617 erbjöd sig Nicolaus Andreæ (herr Nils), kyrkoherde i Piteå, att inrätta en skola för samer. Detta understöddes av kung Gustav II Adolf. Herr Nils var av birkarlssläkt och åtminstone i någon mån kunnig i det samiska språket. I den nyinrättade lappskolan skulle sex pojkar årligen få undervisning, och avsikten var att en del av dem så småningom skulle utbildas till präster och arbeta med mission i Lappmarken. Herr Nils utgav 1619 en mässbok och en ABC-bok på samiska, vilket blev de första tryckta böckerna på språket.
När herr Nils avled 1628 fanns bara tre elever i skolan. De stannade kvar hos herr Nils efterträdare, Johannes Hossius, fram till 1632, då de överflyttades till den nyinrättade Skytteanska skolan i Lycksele.

### Skytteanska skolan i Lycksele
Efter herr Nils död fanns inte en enda präst som kunde kommunicera på samiska. Dessutom bodde prästerna i kustlandet. De gav sig bara upp i Lappmarken ett par gånger om året och måste då predika med hjälp av tolk.
Prosten i Umeå, Olaus Petri Niurenius (Mäster Olof), såg detta som ett problem och diskuterade saken med riksrådet Johan Skytte. Resultatet blev att en ny lappskola, Skytteanska skolan, anlades i Lycksele med Johan Skytte som finansiär. Skolan tycks ha kommit igång i februari 1632 med två av de gamla eleverna från lappskolan i Piteå som lärare. I april meddelade Mäster Olof att det fanns elva elever. En av huvuduppgifterna var att få fram studiebegåvade pojkar som kunde sändas vidare till präststudier för att sedan kunna verka bland sitt eget folk. År 1633 framställdes på Skytteanska skolans bekostnad en samisk katekes. Undervisningen skedde dock till största delen på svenska.
Den förste elev från Skytteanska skolan som verkligen blev prästvigd var Olaus Stephani Graan, som 1657 blev skolmästare i sin gamla skola. Han författade två böcker som kom att få stor betydelse för skolans verksamhet: Cathechetiska frågor, tryckte 1688 till Lapparnes undervisning, samt en bearbetad utgåva av Manuale Lapponicum, innehållande bland annat Psaltaren och Predikaren, Jesu lidande historia, katekesen och psalmboken samt en evangeliebok – allt på samiska.

#### Samiska studenter i Uppsala
Fram till 1725 inskrevs totalt 14 studenter av samisk etnicitet vid Uppsala universitet. De flesta av dessa antas ha kommit från Skytteanska skolan i Lycksele, men någon kan också ha haft en bakgrund hos herr Nils i Piteå. De 14 studenterna var (med inskrivningsår):
- 1633: Andreas Petri Lundius Lappo (pastor i Arvidsjaur 1640–1649, tillfälligt förordnande i Nasafjälls församling 1650–1651, slutligen i Jokkmokk)
- 1635: Paulus Matthiae Lappo
- 1636: Jacobus Matthiae Lappo Gråtreschensis (troligen bror till föregående; gick skola i Piteå och blev skolmästare vid Skytteanska skolan)
- 1660: Nicholaus Haquini Vindelius Lapponius
- 1662: Hindrichus Svenonius Lyckselius (blev den förste komministern i Sorsele)
- 1662: Nicholaus Olai Vindelius Lappo
- 1672: Olaus Matthiae Lappo Sirma (hade inte gått i Skytteanska skolan utan i barnskolan i Torneå; blev präst i Enontekis)
- 1674: Nicolaus (Nils) Andreae Lundius Lappo (son till Andreas Petri)
- 1676: Nicolaus Jonae Spolander Lappo
- 1688: Laurentius Rangius Lappo (efterträdde Henrik Svenonius i Sorsele)
- 1706: Sivardus Granbergh
- 1710: Kenicius Granlund Lappo
- 1720: Zimeon Zachariae Granmark Lappo
- 1722: Petrus Thurenius

Vid samma tid fanns även samiska studenter vid andra högre läroanstalter, såsom Härnösands gymnasium, där bland andra Olaus Stephani Graan utbildades.

### Ytterligare lappskolor inrättas
Genom en förordning från Kungl. Maj:t 1723 om "Lappländarnes flitigare undervisning i kristendomen och skolars inrättande där i orten" bestämdes att lappskolor skulle inrättas vid var och en av de sju huvudkyrkorna i Lappmarken. Som en följd därav tillkom skolor i Jokkmokk och Åsele 1732, Arjeplog 1743, Jukkasjärvi 1744, Föllinge 1748, Gällivare 1756 och Enontekis 1813. I likhet med Skytteanska skolan (som levde kvar) var detta små skolor, vanligen avsedda för sex elever, där kronan svarade för underhållet. Efter två år i lappskolan var tanken att eleverna skulle undervisa andra barn på hemorten.
Genom den nya förordningen bytte lappskolorna karaktär. De hade inte den lärda inriktning som den gamla Skytteanska skolan hade haft utan blev snarare tvååriga folkskolor med internat. Skolbarnen undervisades i innantilläsning och kristendom.
Dessa skolor fanns kvar fram till 1820. Under de sista åren fanns en fullständig skola (med sex elever) i Åsele, Lycksele, Arjeplog, Jokkmokk och Gällivare samt en halv skola (med tre elever) i Jukkasjärvi respektive Karesuando. I och med att antalet elever var så begränsat kompletterades lappskolorna med kateketer. Intresserade samer som inte fick in sina barn vid skolan kunde av pastor begära att få en sådan kateket till sig. Denne bedrev då hemundervisning och kunde vistas en hel vinter i en och samma familj.
Lappskolorna i Åsele, Arjeplog, Jukkasjärvi och Karesuando upphävdes 1820 och en ny, ambulatorisk undervisningsform infördes i stället. Undervisningen skulle nu helt och hållet utföras av kateketer som var och en fick ansvar för en lappby eller en annan större grupp av samer.

### Nomad- och kåtaskolorna på 1900-talet

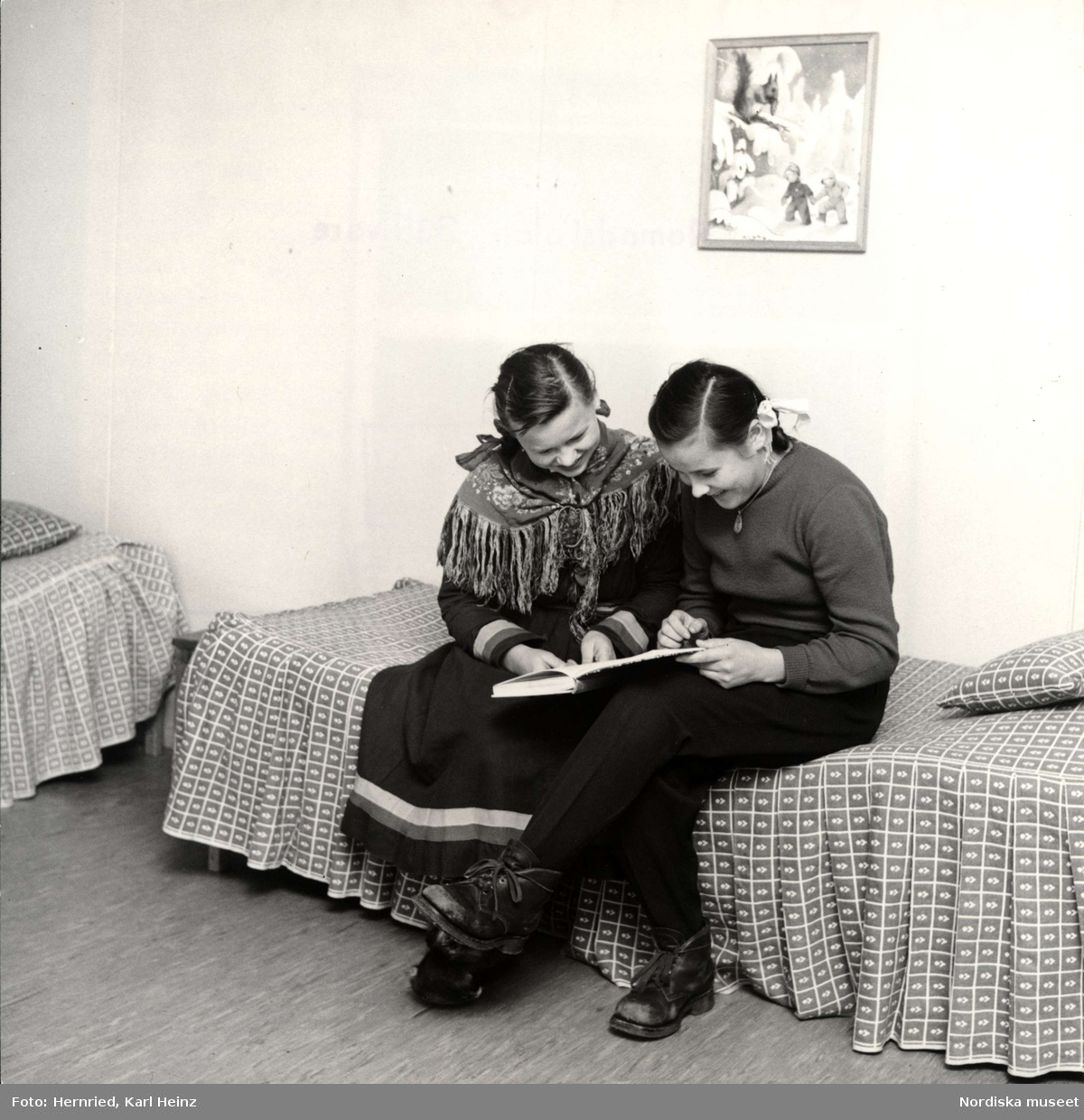
Nomadskolan i Gällivare, 1950-tal. Interiör från ett rum där två flickor sitter på sängkant och läser.

I början av 1900-talet så fanns det fem stycken olika skolformer att välja på för samerna i Sverige. Det var lappfolkskolor, kateketskolor, vinterkurser och ett antal skolanläggningar grundade på enskilt initiativ. År 1913 kom den nya reformen som innebar att staten hade ansvaret för samernas skolgång. Den beskriver  hur nomadbarnen skulle undervisas i särskilda nomadskolor.
Nomadskolorna skulle vara i verksamhet 28 veckor/läsår, där läraren följde samerna till deras olika årstidsvisten. Under de tre första läsåren gick eleverna i vandrande nomadskolor. Efter dessa tre år skulle barnen fortsätta att gå i fasta nomadskolor. Där fick eleverna bo hos andra samer eller i speciella hushållskåtor, just för att inte vänja sig vid nomadlivet. Systemet medförde åtskillnad mellan nomadsamerna och de bofasta samerna.
Lapp skall vara lapp
Vitalis Karnell, kyrkoherde och sakkunnig inom nomadskole-reformen uttryckte sig som följande:
”Gynna gärna lapparna på alla sätt, gör dem till sedliga, nyktra och nödtorftigt bildade människor, men låt dem inte läppja på civilisationens bägare i övrigt, det blir i alla fall bara ett läppjande, men det har aldrig och skall aldrig bli till välsignelse. Lapp skall vara lapp”
Den gamla skolformen ansågs vara opassande för nomadernas kultur. Vissa samer ansåg att om samerna fick vänja sig vid civilisationen och att leva som i den svenska kulturen, så som att äta med bestick, sova mellan lakan och bo i hus med mera, så skulle den utpräglade flyttsamiska kulturen riskera att försvinna. Vissa samer tyckte även att de bofasta samerna skulle gå i den svenska folkskolan eftersom de ansågs vara mer tillhörande den svenska kulturen än vad nomad-samerna gjorde.
Redan den första dagen i skolan förväntades samebarnen kunna använda det svenska språket. Trots att de inte förstod orden från dag ett så tog det inte lång tid innan barnen började begripa ordens mening. Under 1900-talet var det ett uttalat mål att samerna skulle lära sig svenska. Samiska kunde användas som ett "hjälpspråk" om läraren kunde samiska. Inte förrän andra halvan av 1900-talet blev samiska ett riktigt ämne i skolan.
Fridbergs barnhem i Hillsand
Skolan startades år 1881 på frivillig väg av pastor Michael Sandell i byn Hillsand i norra Jämtland. Skolan var ett internat, så på sommaren fick barnen komma hem till sina hem, medan de infann sig åter på skolan vid höstterminens start. Undervisningen i skolan, men även fostran av barnen, var byggd på en kristen grund. På skolan fanns ingen kategoriklyvning, alla fann sig på samma nivå vilket skapade en bra stämning i skolan. När skolgången var avslutad blev barnen konfirmerade av pastorn.

## Synopsis av sameskolan
Svenska staten startade missionsutbildning för samebarn redan i början av 1600-talet. Man ville assimilera samerna i det svenska samhället. Samerna skulle kristnas från den samiska religionen. Av samerna i dag så har många av de äldre samerna haft dåliga erfarenheter av sin skolgång. Samer som inte var renskötare blev hänvisade till den svenska skolan. På nomadskolan gav man inte lika bra utbildning som den svenska och undervisningen skedde i en lavvo eller goahti. "Lapp ska vara lapp" ideologin kan ha spelat in. Samiska barn får i dag lära sig samiska och om kulturen på sameskolan vilket kan vara bra för identiteten.